# Hendrik Marsman
Hendrik Marsman (Zeist, 30 settembre 1899 – Canale della Manica, 21 giugno 1940) è stato un poeta olandese.

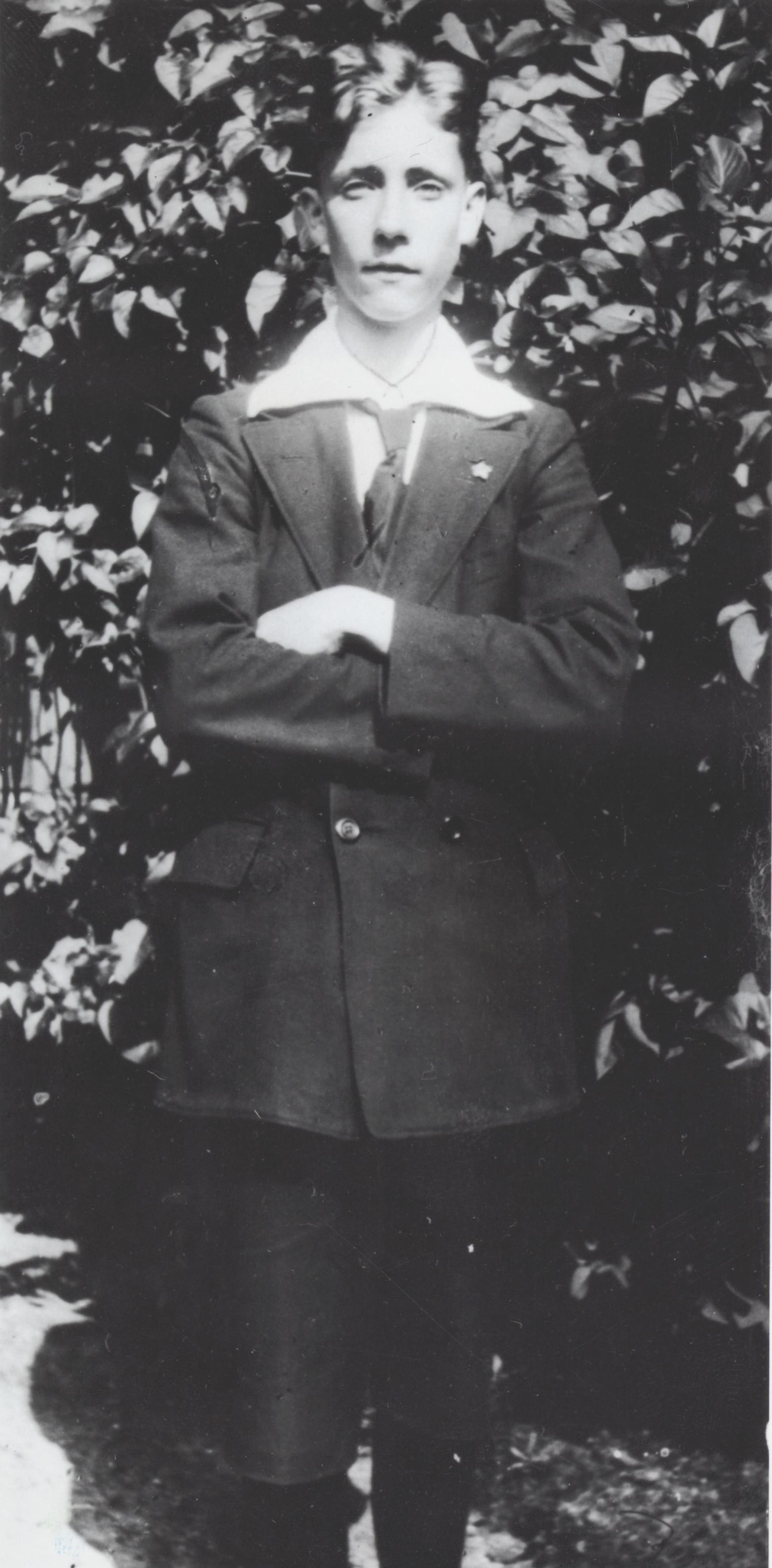
H. Marsman in età giovanile

Laureatosi in legge, esercitò per un certo periodo di tempo a Utrecht. Il suo primo lavoro fu l'antologia Poesie del 1923, dove erano già forti i riferimenti all'espressionismo, in particolare quello olandese.
Nella maturità della sua produzione si riscontra un linguaggio poetico più intenso, teso al vitalismo. Nelle sue opere successive passerà dal senso di serenità con Paradise regained (Paradiso riconquistato, 1927) a temi riguardanti la morte come in Porta Nigra 1934.
Opera di una meditata ricerca interiore è Tempio e Croce, del 1938, con profondi risvolti autobiografici.
Mentre fuggiva dall'invasione tedesca, nel 1940, la nave che doveva portarlo in Gran Bretagna affondò in seguito a siluramento e vi morì annegato.

## Riconoscimenti
- 1927 Prijs van Amsterdam (Premio Amsterdam) per Paradise regained
- 1936 C.W. van der Hoogt Award per Porta Nigra

## Opere
- Verzen (poesie), 1923
- Penthesileia (poesie), 1925
- De anatomische les (saggio), 1926
- De vliegende Hollander, 1927
- Gerard Bruning. Nagelaten werk, 1927
- Nagelaten werk (saggio), 1927
- Paradise Regained, 1927
- De lamp van Diogenes , 1928
- De vijf vingers, 1929
- Witte vrouwen (poesie), 1930
- Kort geding (saggio), 1931
- Voorpost (poesie), 1931
- De dood van Angèle Degroux (novelle), 1933
- Tegenonderzoek, 1933
- Porta Nigra (poesie), 1934
- De immoralist (da André Gide) (traduzione), 1935
- Heden ik, morgen gij (con Simon Vestdijk) (novelle), 1936
- Herman Gorter (saggio), 1937
- Critisch proza, 1938
- Verzameld werk (opera omnia), 1938-1947
- Menno ter Braak (saggio), 1939
- Hieronymus, de dichter der vriendschap (di Teixeira de Pascoaes) (traduzione, con Albert Vigoleis Thelen), 1939
- Paulus de dichter Gods (di Teixeira de Pascoaes) (traduzione, con Albert Vigoleis Thelen), 1939
- Tempel en kruis (poesie), 1940
- Aldus sprak Zarathoestra (di Friedrich Nietzsche) (traduzione, con Ed Coenraads), 1941

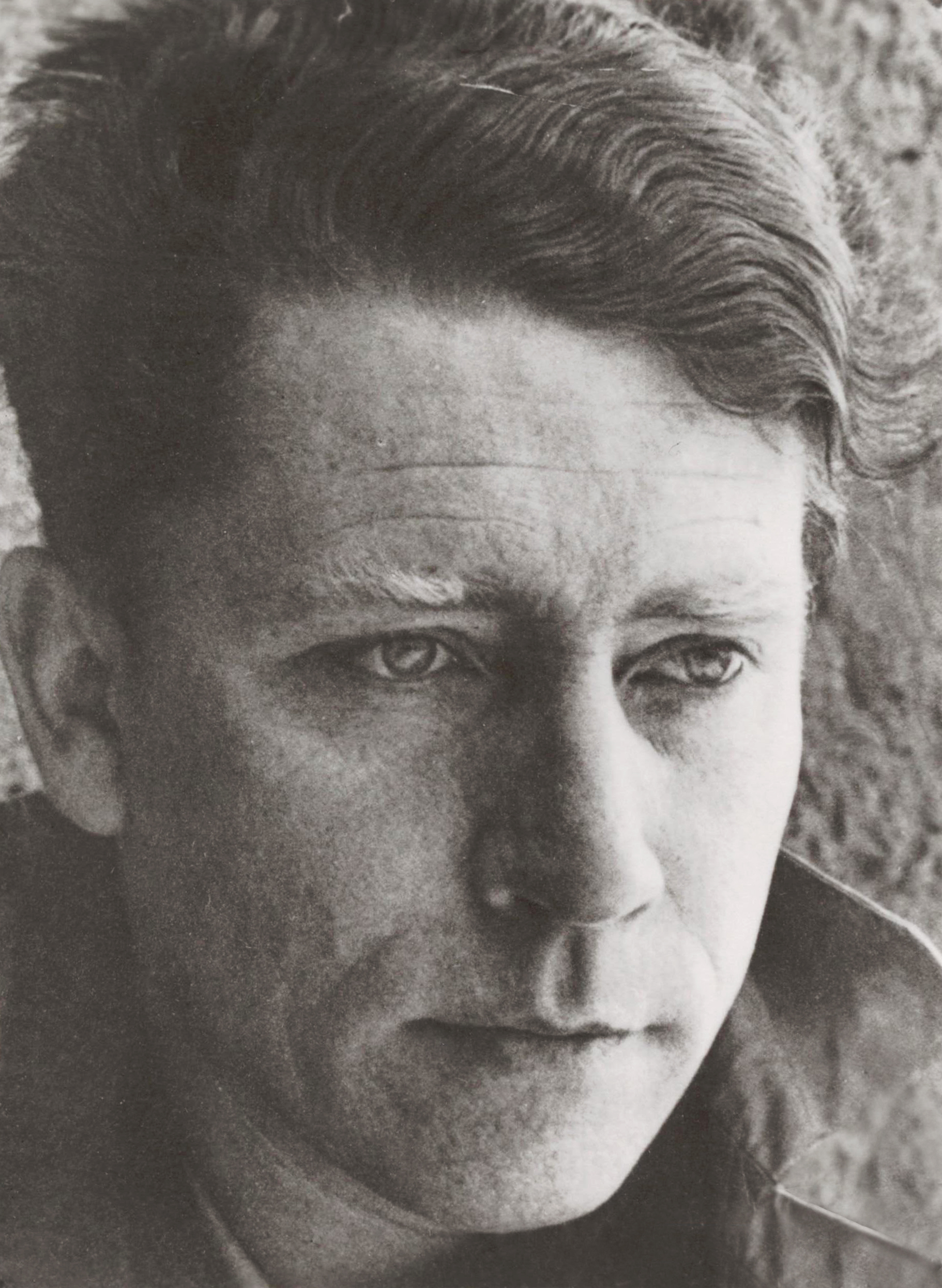
Marsman in età matura
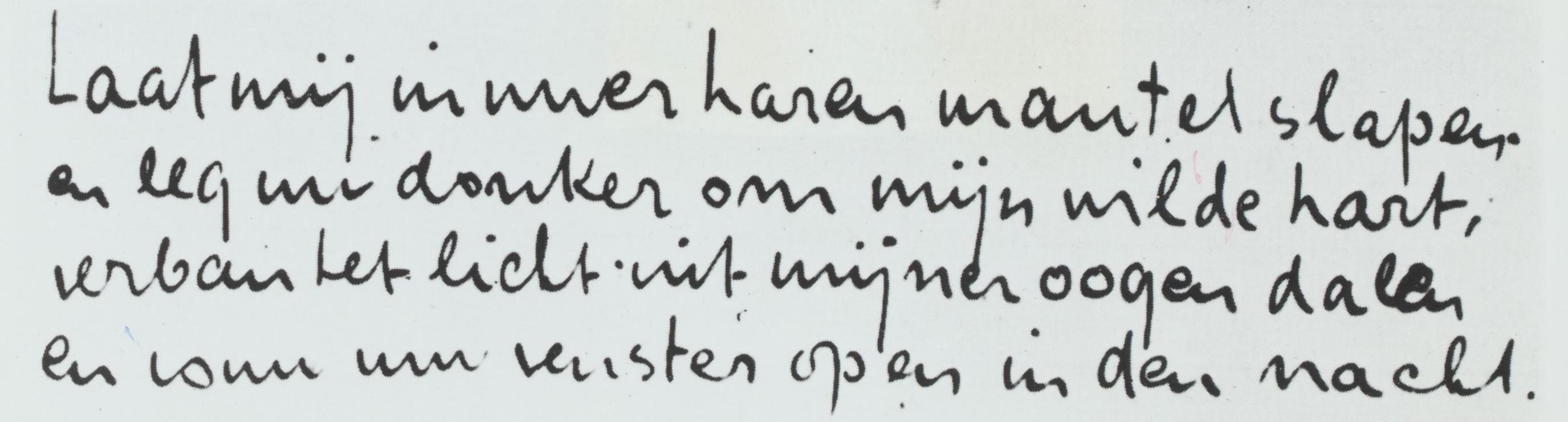
Poema Invocatio
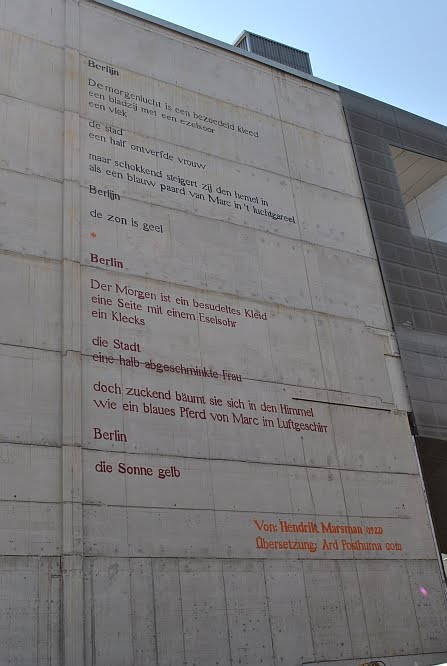
Poema Berlijn
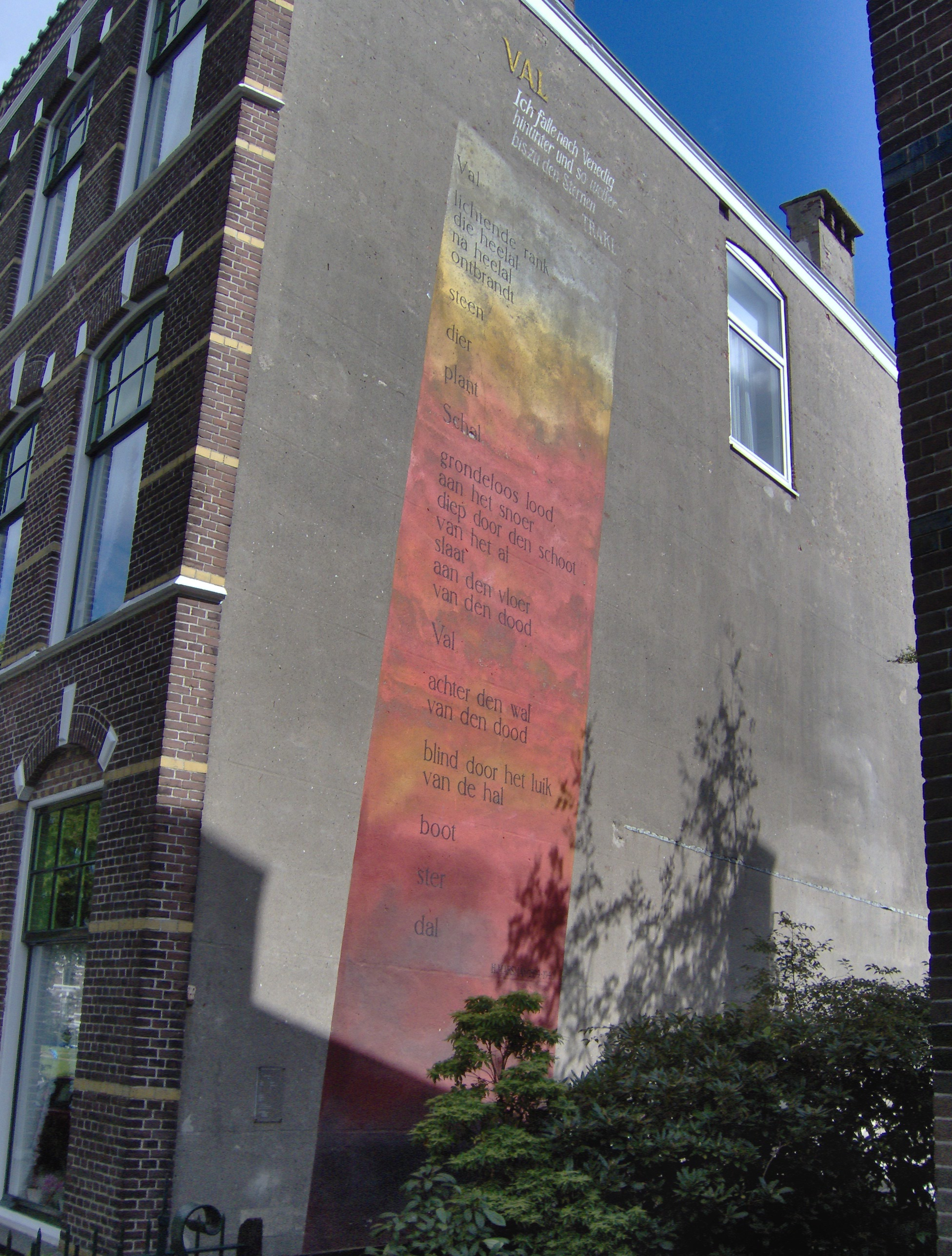
Poema Herfst a Leida